# François Louis Antoine
François Louis Antoine, né le 7 mai 1744 à Versailles et mort le 13 avril 1837 à Paris, est un général français de la Révolution, commandant dans la cavalerie.

## État de service

### Ancien Régime
Cornette au régiment de Vogué cavalerie le 30 janvier 1761, il passe par incorporation au régiment Royal-Cavalerie le 1er décembre 1761, et fait campagne en Allemagne jusqu'en 1762 (guerre de Sept Ans). Il est promu sous-aide-major le 1er mars 1761 en Brabant, aide-major le 4 août 1771, capitaine le 22 décembre 1775, et il est réformé le 11 juin 1776.
Il reçoit son brevet de capitaine en second le 12 mai 1779, capitaine-commandant le 20 août 1779, et il est fait chevalier de Saint-Louis le 28 janvier 1791.

### Guerres de la Révolution française
Il passe au 1er régiment de carabiniers le 4 avril 1792. Il est nommé colonel le 16 mai 1792, adjudant général employé à l’avant-garde de l'armée de la Moselle le 1er octobre 1792, puis il est promu général de brigade employé à l'armée du Nord le 8 mars 1793. Commandant la cavalerie le 15 mai 1793, puis commandant les flanqueurs de droite à la place de de La Roque le 25 mai suivant, il est suspendu de ses fonctions le 19 août 1793. 
Autorisé à prendre sa retraite le 12 février 1795, il est admis à la prendre le 7 mai suivant, le jour de ses 51 ans. Il meurt à Paris à près de 93 ans.

## Titres, décorations, honneurs
- Chevalier de l'ordre de Saint-Louis le 28 janvier 1791.

## Source
- Georges SIX, Dictionnaire des généraux de la Révolution et de l'Empire, 2 volumes, Paris, Libr. Saffroy, 1934